# Ralf Schenk
Ralf Schenk (* 27. März 1956 in Arnstadt; † 17. August 2022 in Woltersdorf bei Berlin) war ein deutscher Journalist, Filmkritiker, Filmhistoriker und Autor.

## Leben und Wirken
Ralf Schenk wuchs im thüringischen Gehlberg als Sohn des Friseurmeisters Claus Schenk (1933–2007) und dessen Frau Jutta (1930–2024) auf. Bereits als Schüler veröffentlichte er ab 1974 seine ersten Filmkritiken in der Suhler Tageszeitung Freies Wort und leitete 1974/75 den Jugendfilmklub Suhl. Von 1975 bis 1979 studierte er Journalistik an der Karl-Marx-Universität Leipzig und war Leiter des Jugendfilmklubs im Leipziger Kino Capitol. Daneben wirkte er in der Redaktion der Zeitschrift ZAG-Mitteilungen der Zentralen Arbeitsgemeinschaft Filmclubs mit und schrieb hier vor allem über ungarisches und polnisches Kino und die DEFA. Ab 1979 arbeitete Ralf Schenk als Redakteur der Zeitschriften Film und Fernsehen, Die Weltbühne sowie Wochenpost in Berlin und schrieb außerdem für den Filmspiegel und Das Magazin. Auch für die populäre Film- und Theatersendung Atelier und Bühne des Berliner Rundfunk verfasste er Filmkritiken.
Nach 1990 war er u. a. Mitarbeiter des Filmmuseums Potsdam und Redakteur und Herausgeber von Büchern zur Geschichte des Films, besonders zur Historie der DEFA. Er war Co-Redakteur von sechs Jahrbüchern der DEFA-Stiftung (2000–2005) und drei Ausgaben des Jahresjournals der DEFA-Stiftung Leuchtkraft (2018–2020). Darüber hinaus verfasste er als Autor rund ein Dutzend TV-Dokumentationen zur deutschen und internationalen Filmgeschichte für den ORB und den MDR mit.
Im Rahmen seiner Tätigkeit fürs Archiv des Filmmuseums Potsdam interviewte er zahlreiche frühere Filmschaffende der DEFA zu ihrem Leben und ihren Berufserfahrungen. Die Interviews, darunter mit den Regisseuren Heiner Carow, Joachim Hasler, Günter Reisch, Otto Meyer, Franz Barrenstein, Siegfried Hartmann und Frank Vogel, den Schauspielerinnen und Schauspielern Helga Göring, Wilhelm Koch-Hooge und Käthe Braun, der Schauspielerin und Autorin Inge von Wangenheim sowie dem Dramaturgen und Studiodirektor Walter Janka, liegen als Audiodateien im Archiv des Filmmuseums.
Für die DEFA-Stiftung rekonstruierte Ralf Schenk die verbotenen DEFA-Filme Die Schönste (1957/59) und Fräulein Schmetterling (1966) und war an der Rekonstruktion der verbotenen Filme Sommerwege (1960) und Hände hoch oder ich schieße (1966) beteiligt. Für das Archiv der DEFA-Stiftung drehte er jeweils mehrstündige Zeitzeugengespräche mit ehemaligen Regisseuren, Schauspielern, Drehbuchautoren und Dramaturgen der DEFA, darunter mit den beiden Mitbegründern der DEFA Kurt Maetzig und Karl Hans Bergmann, mit Egon Günther, Karl Gass, Walter Heynowski, Wolfgang Kohlhaase, Günther Rücker, Helmut Dziuba, Siegfried Kühn, Klaus Wischnewski, Joachim Mückenberger, Angelica Domröse, Gojko Mitić, Ernst-Georg Schwill, Herbert Ballmann, Peter Kahane, Karlheinz Mund, Eduard Schreiber, Gerd Gericke, Konrad Weiß, Otto Sacher, Kurt Weiler, Lutz Dammbeck und Thomas Heise, dem Filmkritiker Fred Gehler sowie dem letzten Filmminister der DDR Horst Pehnert.
Schenk war ständiger freier Autor der Berliner Zeitung, in der er zwischen September 1999 und Januar 2015 die wöchentliche Kinokolumne Das fliegende Auge publizierte. Er arbeitete regelmäßig an der Webseite film-dienst sowie am CineGraph – Lexikon zum deutschsprachigen Film mit. Am Internationalen Lexikon des Kinder- und Jugendfilms beteiligte er sich mit zahlreichen Texten zur DEFA-Geschichte. Für die Zeitschrift Theater der Zeit schrieb er 2012–2015 die monatliche Filmkolumne. Von 2014 bis 2020 war er Mitglied des Filmbeirats beim Goethe-Institut.
Von 2004 bis 2019 gehörte er zur Auswahlkommission für den Spielfilmwettbewerb der Internationalen Filmfestspiele Berlin. Von 2004 bis 2006 war er auch Mitglied der Auswahlkommission des Leipziger Dokumentarfilmfestivals. Sein besonderer Schwerpunkt liegt neben der DEFA-Geschichte auf dem osteuropäischen Kino in Vergangenheit und Gegenwart. Er berichtet regelmäßig von den osteuropäischen Filmfestivals in Cottbus und Wiesbaden sowie von Nationalen Festivals in Polen und Österreich. Er war Jurymitglied bei Filmfestivals u. a. in Leipzig, Schwerin, Stuttgart, Frankfurt am Main, Istanbul, Bratislava sowie Graz und hielt Vorlesungen und Seminare zur deutschen Filmgeschichte in Österreich, der Schweiz, Italien, den USA, Kanada, Argentinien, Japan, Taiwan und weiteren Ländern. Beim Festival Cinema ritrovata in Bologna präsentierte er 2019 den restaurierten und digitalisierten DEFA-Film Königskinder (1962, Regie: Frank Beyer) und 2020 mehrere Filme des Regisseurs Konrad Wolf.
Am 4. November 2011 wurde Schenk die Ehrendoktorwürde der Hochschule für Film und Fernsehen (HFF) verliehen. Am 6. März 2020 erhielt er das Bundesverdienstkreuz für seine Bemühungen um das deutsche Filmerbe.
Vom 1. Juni 2012 bis zum 30. Juni 2020 war Ralf Schenk Vorstand der DEFA-Stiftung in Berlin. Auch im Ruhestand arbeitet er als freier Filmpublizist und -historiker. So schrieb er in der Berliner Zeitung regelmäßig eine Kolumne zur Geschichte der DEFA (DEFA-Schnitte) sowie für die Website der DEFA-Stiftung ausführliche Porträts zu Filmkünstlern der DEFA, so zu Regisseurinnen und Regisseuren sowie Schauspielern wie Franz Barrenstein, Erich Freund, Hans Heinrich, Gerhard Klingenberg, Eduard Kubat, Hans Lucke, Harald Mannl, Richard Nicolas, Karl Paryla, Arthur Maria Rabenalt, Wolfgang Schleif, Helmut Spieß, Hannelore Unterberg und Georg Wildhagen sowie zu dem Kameramann Günter Ost. 2021 wurden die Porträts um Texte zu Horst Bonnet, Werner Klingler, Peter Pewas, János Veiczi, dem Produktionsleiter und Regisseur Eberhard Klagemann, dem Animationsfilmregisseur Günter Rätz und der Kostümbildnerin Christiane Dorst ergänzt.
Für seine Buchpublikation Die Trick-Fabrik. DEFA-Animationsfilme 1955–1990 erhielt er gemeinsam mit seiner Co-Herausgeberin Sabine Scholze den Norman McLaren/Evelyn Lambard-Preis des National Film Board of Canada. Die von ihm herausgegebene DVD-Box Studio H&S. Walter Heynowski und Gerhard Scheumann wurde beim Hamburger Festival CineFest mit dem Willy-Haas-Preis für die wichtigste filmhistorische DVD des Jahres 2014 geehrt. Die ebenfalls von ihm herausgegebene DVD Volker Koepp: Wittstock-Filme und das Buch Sie. Regisseurinnen der DEFA und ihre Filme wurden 2015 bzw. 2019 für den Willy-Haas-Preis nominiert.
Ralf Schenk starb nach kurzer schwerer Krankheit im August 2022 im Alter von 66 Jahren. Er wurde auf dem Evangelischen Friedhof Berlin-Friedrichshagen beigesetzt.

## Publikationen
- Faszination Film. Gespräche mit Richard Groschopp. DEFA-Betriebsakademie, 1987.
- mit Helga Hartmann (Hrsg.): Mitten ins Herz. 66 Liebesfilme. Henschelverlag Berlin 1992.
- (Red.): Das zweite Leben der Filmstadt Babelsberg. DEFA-Spielfilme 1946–1992. Mit Beiträgen von Christiane Mückenberger u. a. Hrsg.: Filmmuseum Potsdam. Henschelverlag, Berlin 1994, ISBN 3-89487-175-X.
- Regie: Frank Beyer. edition hentrich, Berlin 1995.
- Vor der Kamera. 50 Schauspieler aus Babelsberg. Henschelverlag, Berlin 1995, ISBN 3-89487-235-7.
- mit Günter Jordan (Red.): Schwarzweiß und Farbe. DEFA-Dokumentarfilme 1946–1992. Jovis Verlag, Berlin 1996, ISBN 3-931321-51-7.
- Manfred Krug: Die großen Kinofilme. Parthas Verlag, Berlin 1997, ISBN 3-932529-01-4.
- Frauenbilder in DDR-Medien. Bundeszentrale für politische Bildung, 1997.
- mit Erika Richter, Claus Löser (Red.): apropos:Film. Das Jahrbuch der DEFA-Stiftung. 2000–2005 (sechs Bände). Verlag Das Neue Berlin (2000, 2001), Bertz + Fischer Verlag, Berlin (2002–2005).
- mit Sabine Scholze (Hrsg.): Die Trick-Fabrik. DEFA-Animationsfilme 1955–1990. Bertz und Fischer Verlag, Berlin 2003, ISBN 3-929470-27-6.
- mit Ingeborg Pietzsch (Hrsg.): Schlagt ihn tot, den Hund… Theater- und Filmkritiker erinnern sich. Parthas Verlag, Berlin 2005, ISBN 3-936324-07-7.
- Eine kleine Geschichte der DEFA. Daten, Dokumente, Erinnerungen. Zusammengestellt und kommentiert von Ralf Schenk. Hrsg.: DEFA-Stiftung Berlin. DEFA-Stiftung, Berlin 2006, ISBN 3-00-018775-8.
- Bilder einer gespaltenen Welt. 50 Jahre Leipziger Dokumentarfilmfestival. Bertz + Fischer Verlag, Berlin 2007, ISBN 978-3-86505-181-3.
- als Hrsg.: Volker Baer: Worte – Widerworte. Texte zum Film 1959–2007. Schüren, Marburg 2009, ISBN 978-3-89472-667-6.
- als Hrsg.: Cui bono, Fred Gehler? Texte und Kritiken aus fünf Jahrzehnten. DEFA-Stiftung, Berlin 2012, ISBN 978-3-00-037266-7.
- als Hrsg. (mit Andreas Kötzing): Verbotene Utopie. Die SED, die DEFA und das 11. Plenum. Bertz + Fischer Verlag, Berlin 2015, ISBN 978-3-86505-406-7.
- als Hrsg. (mit Cornelia Klauß): Sie. Regisseurinnen der DEFA und ihre Filme. Bertz + Fischer Verlag, Berlin 2019, ISBN 978-3-86505-415-9.
- als Hrsg. (mit Stefanie Mathilde Frank): Publikumspiraten. Das Genrekino der DEFA und seine Regisseure (1946-90). Bertz + Fischer Verlag, Berlin 2022, ISBN 978-3-86505-421-0.
- als Hrsg. (mit René Pikarski & Nicky Rittmeyer):… und wer wird die Welt verändern? Slatan Dudow. Annäherungen an einen politischen Regisseur. Bertz + Fischer Verlag, Berlin 2024, ISBN 978-3-86505-425-8.

### TV-Dokumentationen
- Die DEFA – Zwischen Utopie und Wirklichkeit. Teil 2: Sonnensucher (1994, Drehbuch)
- Die DEFA – Zwischen Utopie und Wirklichkeit. Teil 3: Störenfriede (1994, Drehbuch)
- Slatan Dudow. Der Mann, der die Frauen liebte (1994, TV, Drehbuch)
- Falk Harnack. Vom aufrechten Gang (1994, Drehbuch)
- Martin Hellberg. Das Spiel – sein Leben (1995, Drehbuch)
- Artur Pohl – Ein unbekannter Klassiker. (1994, TV, Drehbuch)
- Es werden ein paar Filme bleiben. (1996, Drehbuch)
- Spur der Zeiten – Der Regisseur Frank Beyer. (1997, TV, Drehbuch & Co-Regie)
- Filmschicksale. DEFA-Filme: vernichtet, aber nicht vergessen (1997, TV, Drehbuch & Co-Regie)
- Der kurze Traum der Freiheit. Kino in Osteuropa 1945–1949 (1997, TV, Drehbuch)
- Kurt Maetzig, Regisseur (1999, TV, Drehbuch und Regie)

### Filmhistorische Booklets
- Spielbankaffaire (DEFA 1957, edition filmjuwelen 2016)
- Semmelweis – Retter der Mütter (DEFA 1950, edition filmjuwelen 2017)
- Robert Mayer, der Arzt aus Heilbronn (DEFA 1955, edition filmjuwelen 2017)
- Das Mädchen Christine (DEFA 1949, edition filmjuwelen 2018)
- Der Kahn der fröhlichen Leute (DEFA 1950, edition filmjuwelen 2018)
- Wer seine Frau lieb hat... (DEFA 1954, edition filmjuwelen 2018)
- Die Abenteuer des Till Ulenspiegel (DEFA/Frankreich 1957, edition filmjuwelen 2018)
- Trübe Wasser (DEFA/Frankreich 1960, edition filmjuwelen 2018)
- Karriere in Paris (DEFA 1952, edition filmjuwelen 2019)
- Star mit fremden Federn (DEFA 1955, edition filmjuwelen 2019)
- Alter Kahn und junge Liebe (DEFA 1957, edition filmjuwelen 2019)
- Meine Frau macht Musik (DEFA 1958, edition filmjuwelen 2019)
- Die Elenden (DEFA/Frankreich/Italien 1958, edition filmjuwelen 2019)
- Wiesenstraße Nr. 10 (Frankreich/Italien 1959, edition filmjuwelen 2019)
- Die nackte Insel (Japan 1960, edition filmjuwelen 2019)
- Die besten Jahre (DEFA 1965, edition filmjuwelen 2019)
- Der Prozess wird vertagt (DEFA 1958, edition filmjuwelen 2019)
- Die Grünstein-Variante (WDR/DEFA 1984, edition filmjuwelen 2019)
- Sansibar oder Der letzte Grund (WDR/DEFA 1987, edition filmjuwelen 2019)
- Verliebt und vorbestraft (DEFA 1963, edition filmjuwelen 2019)
- Janosik, der Held der Berge (CSSR 1962, edition filmjuwelen 2020)
- Dr. med. Sommer II (DEFA 1969, edition filmjuwelen 2020)
- Der fünfzehnjährige Kapitän (UdSSR 1945, edition filmjuwelen 2020)
- Schiffe im Sturm / Segel stürmen Bastionen (UdSSR 1953, edition filmjuwelen 2020)
- Hexen (DEFA 1954, edition filmjuwelen 2020)
- Maibowle / Silvesterpunsch (DEFA 1959/60, edition filmjuwelen 2020)
- Weißes Blut (DEFA 1959, edition filmjuwelen 2021)
- Die Bauern (Polen 1972, edition filmjuwelen 2021)
- Die Hexen von Salem (DEFA/Frankreich 1957, edition filmjuwelen 2021)
- Skanderbeg – Ritter der Berge (UdSSR/Albanien 1953, edition filmjuwelen 2021)
- Fräulein Schmetterling (DEFA 1966/2021, Icestorm 2021)
- Affaire Blum (DEFA 1948, edition filmjuwelen 2021)
- Zwischenfall in Benderath (DEFA 1957, edition filmjuwelen 2021)
- KLK an PTX – Die Rote Kapelle (DEFA 1971, edition filmjuwelen 2021)
- Roman einer jungen Ehe / Frauenschicksale (DEFA 1952, edition filmmuseum 2021)
- Das Krankenhaus am Rande der Stadt (Tschechoslowakei 1978, edition filmjuwelen 2021)
- Schatten über den Inseln (DEFA 1952, edition filmjuwelen 2021)